# Ellert en Brammertmuseum
Openluchtmuseum Ellert en Brammert is een openluchtmuseum in Schoonoord over de cultuurhistorie van Zuidoost-Drenthe.

## Geschiedenis
Het museum is opgezet bij gelegenheid van de viering van het 100-jarige bestaan van Schoonoord in 1954 en van de aanleg van het Oranjekanaal tussen 1853 en 1861. Ter herinnering aan het leven uit vroegere jaren besloten de Schoonoorders deze tijd opnieuw tot leven te roepen. Tijdens het eeuwfeest werden daarom enkele plaggenhutten herbouwd, zoals die in de 19e eeuw in dit gebied gebouwd werden door de seizoensarbeiders. Er bleek veel belangstelling voor (het leven in) de plaggenhutten te bestaan en er werd besloten om de bouwsels te laten staan. In de loop van de jaren werd het openluchtmuseum steeds verder uitgebreid.
Het museum draait op vrijwilligers en zonder overheidssubsidies. Naast voorleessessies over Ellert en Brammert, zijn er ook diverse oude ambachten te zien.

## Sage
Het museum is vernoemd naar de twee reuzen Ellert en Brammert die hier volgens de sage vierhonderd jaar geleden op het Ellertsveld zouden hebben geleefd. De sage over de reuzen Ellert en Brammert is gesitueerd op het Ellertsveld, waar ook het huidige museum gevestigd is. Het verhaal wil dat deze reuzen rond vierhonderd jaar geleden in dit gebied woonden. Er zijn twee grote beelden van ze gemaakt die op het parkeerterrein bij de ingang van het museum de bezoekers 'verwelkomen'.
De twee wildemannen leefden in een hut die onder het heideveld was gegraven. Ze leefden als stropers en geen mens waande zich veilig op het Ellertsveld. Hier hadden ze draden gespannen met bellen eraan en ze kwamen direct in actie, wanneer een argeloze indringer de bellen aan het klingelen bracht. Die werd dan met knuppels neergeslagen en van zijn bezittingen beroofd. Aldus een deel van de sage die nog veel verder gaat.

## Galerij

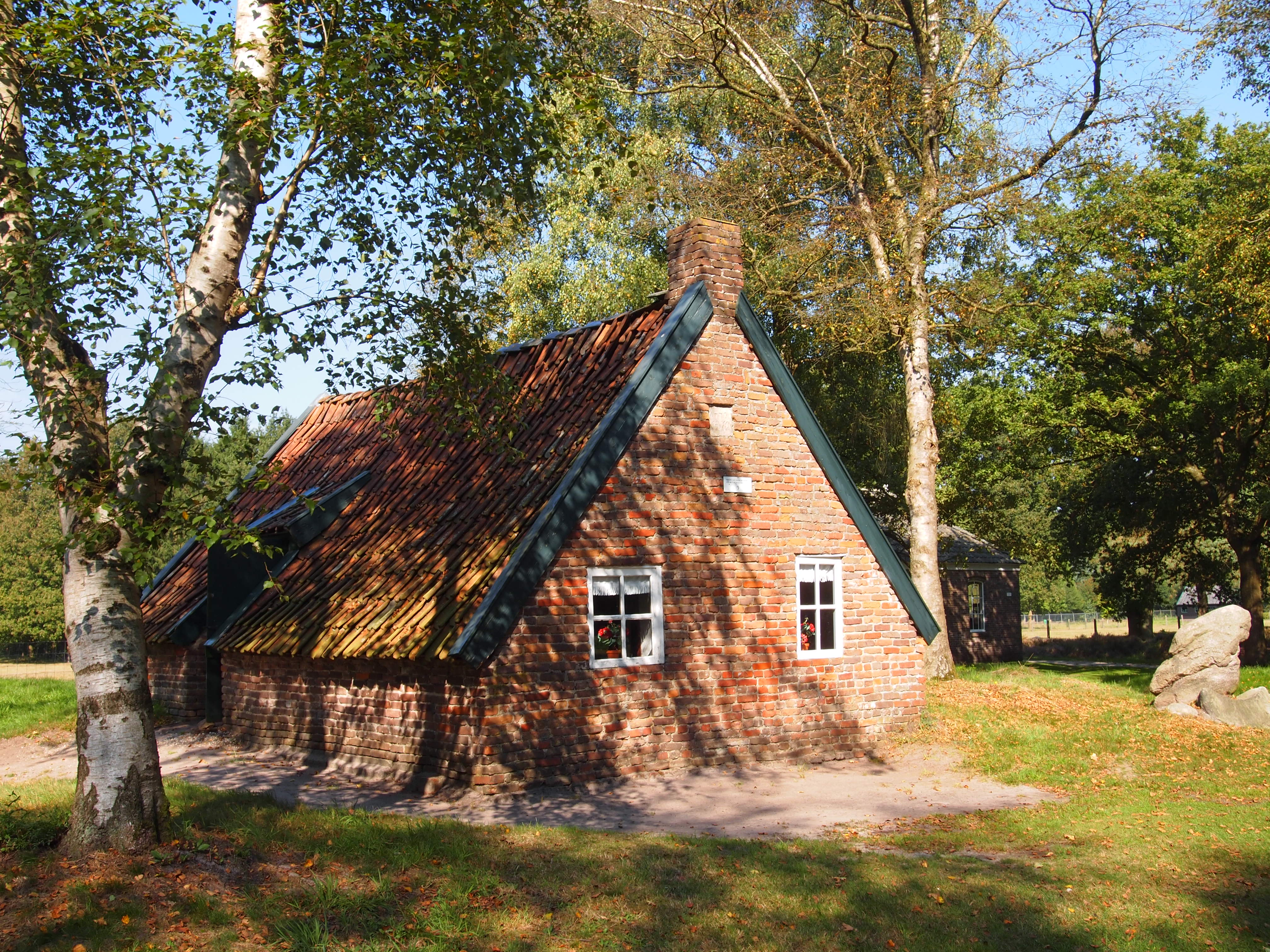
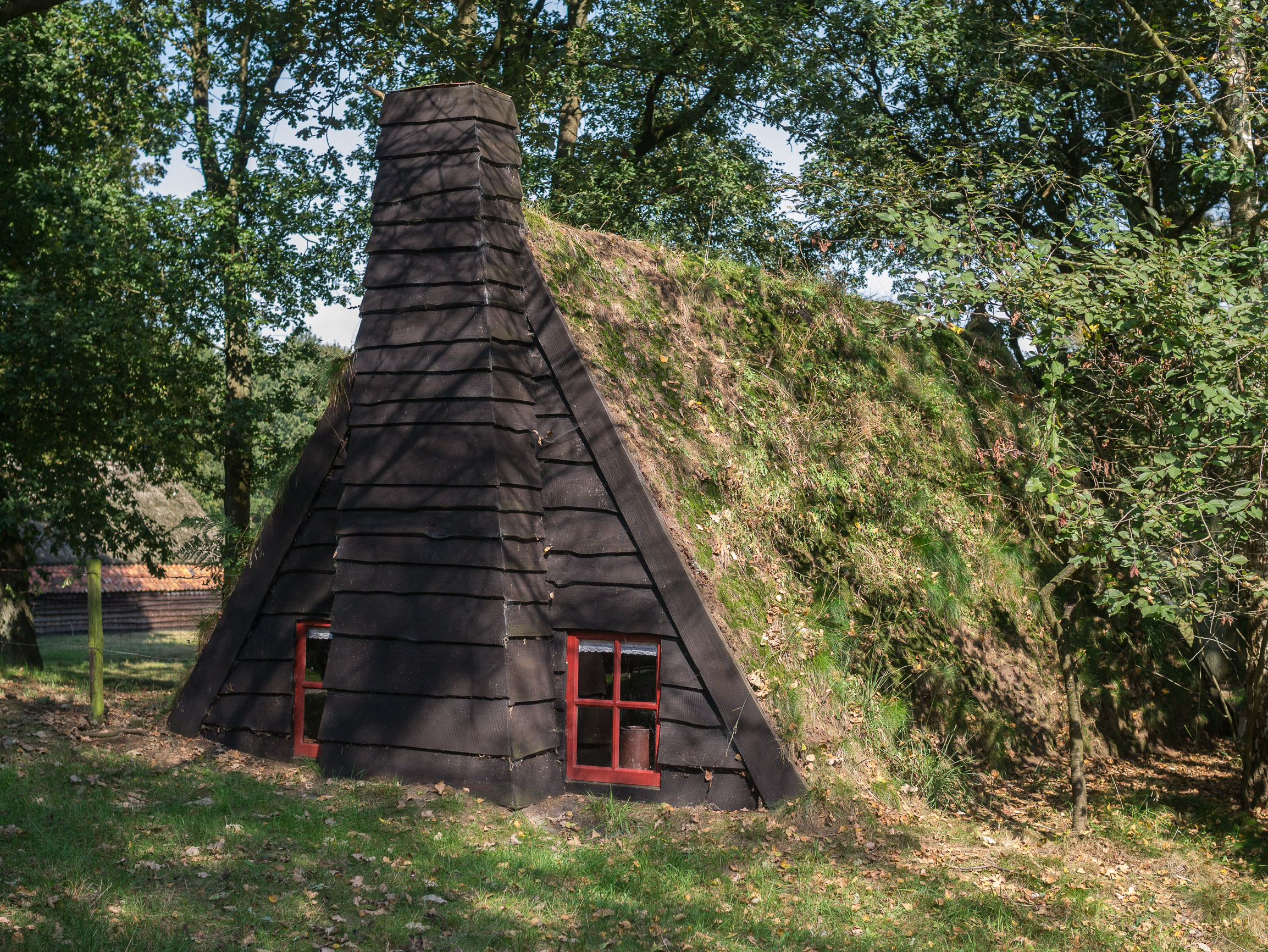
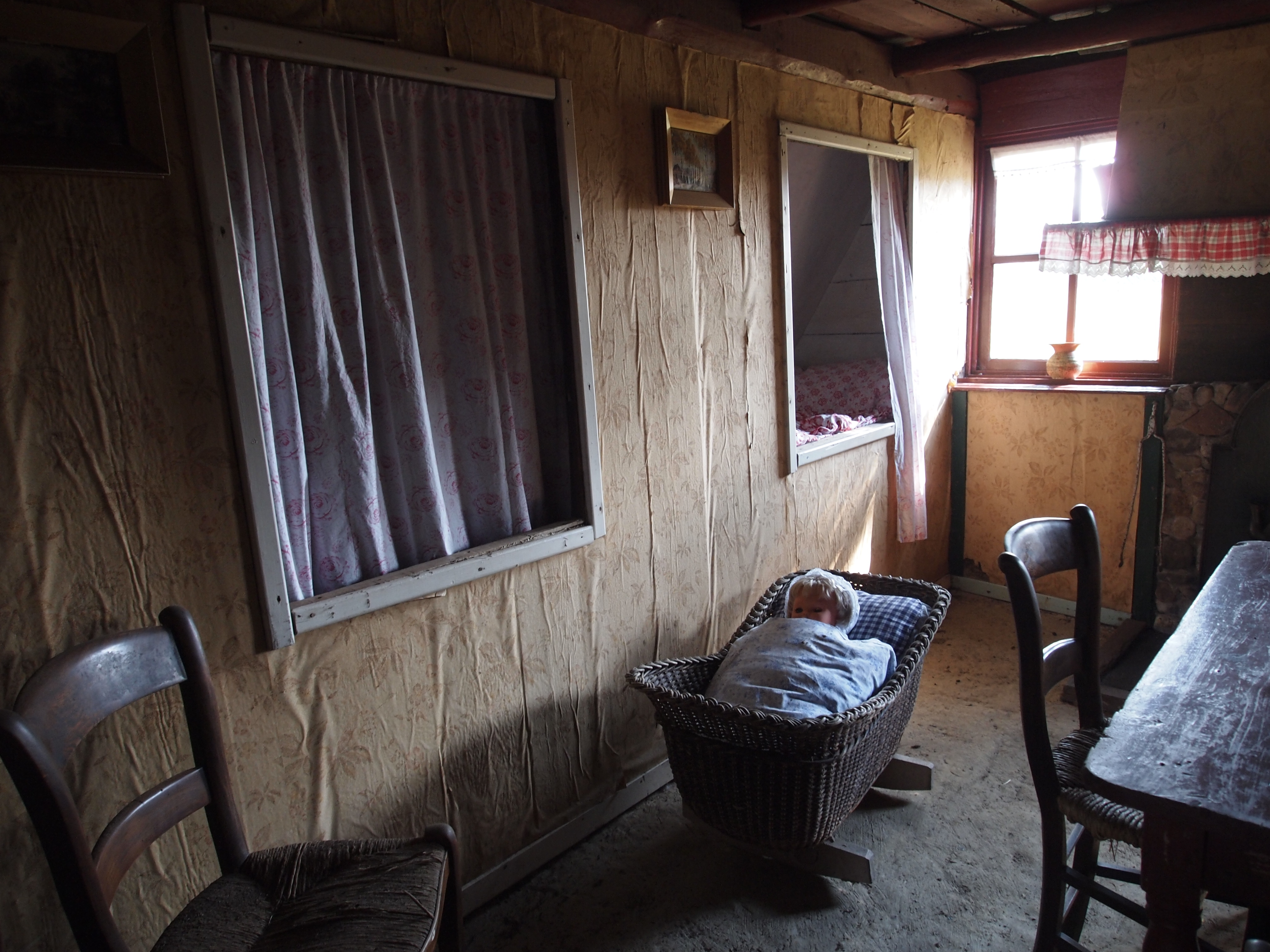
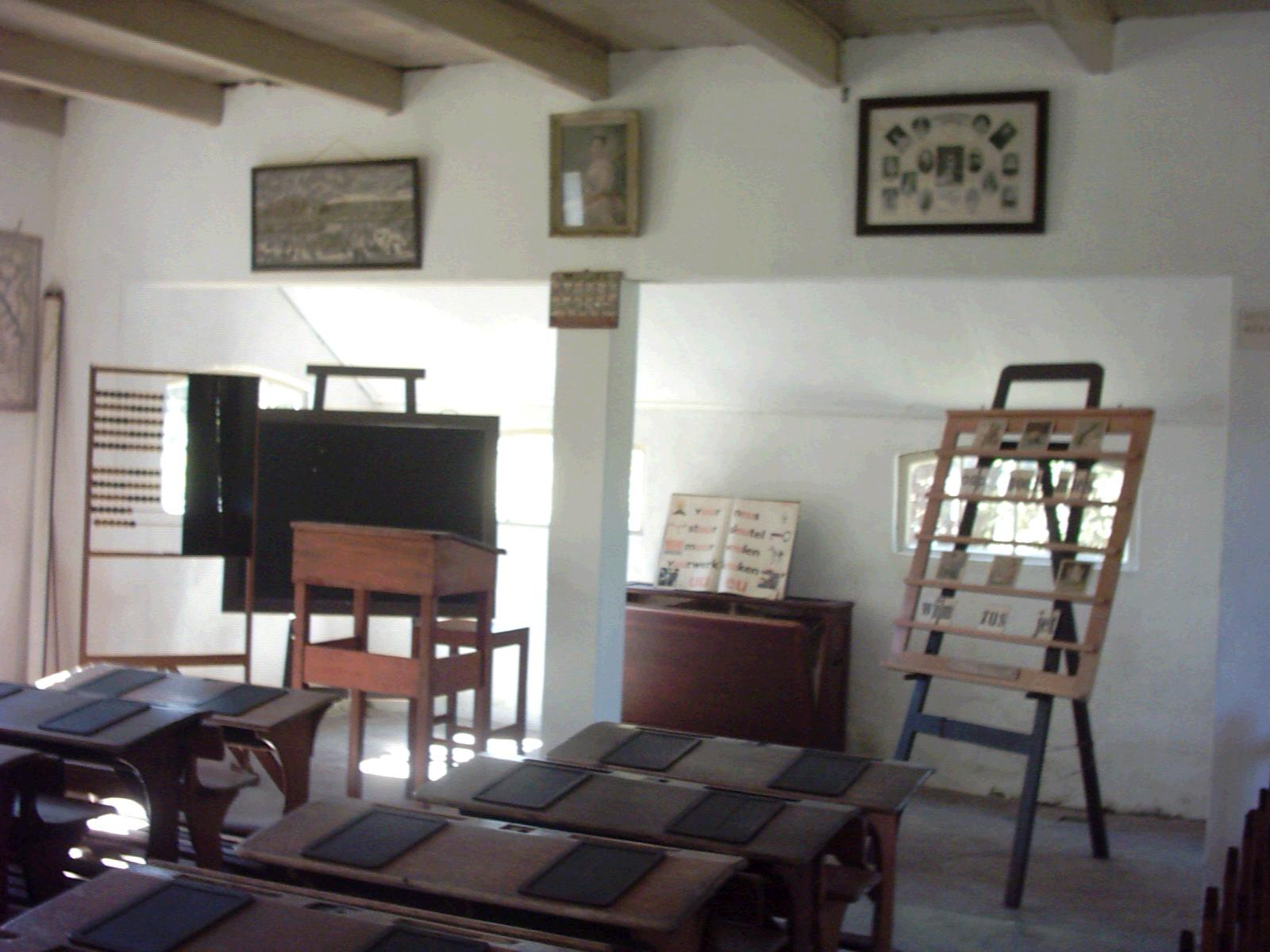
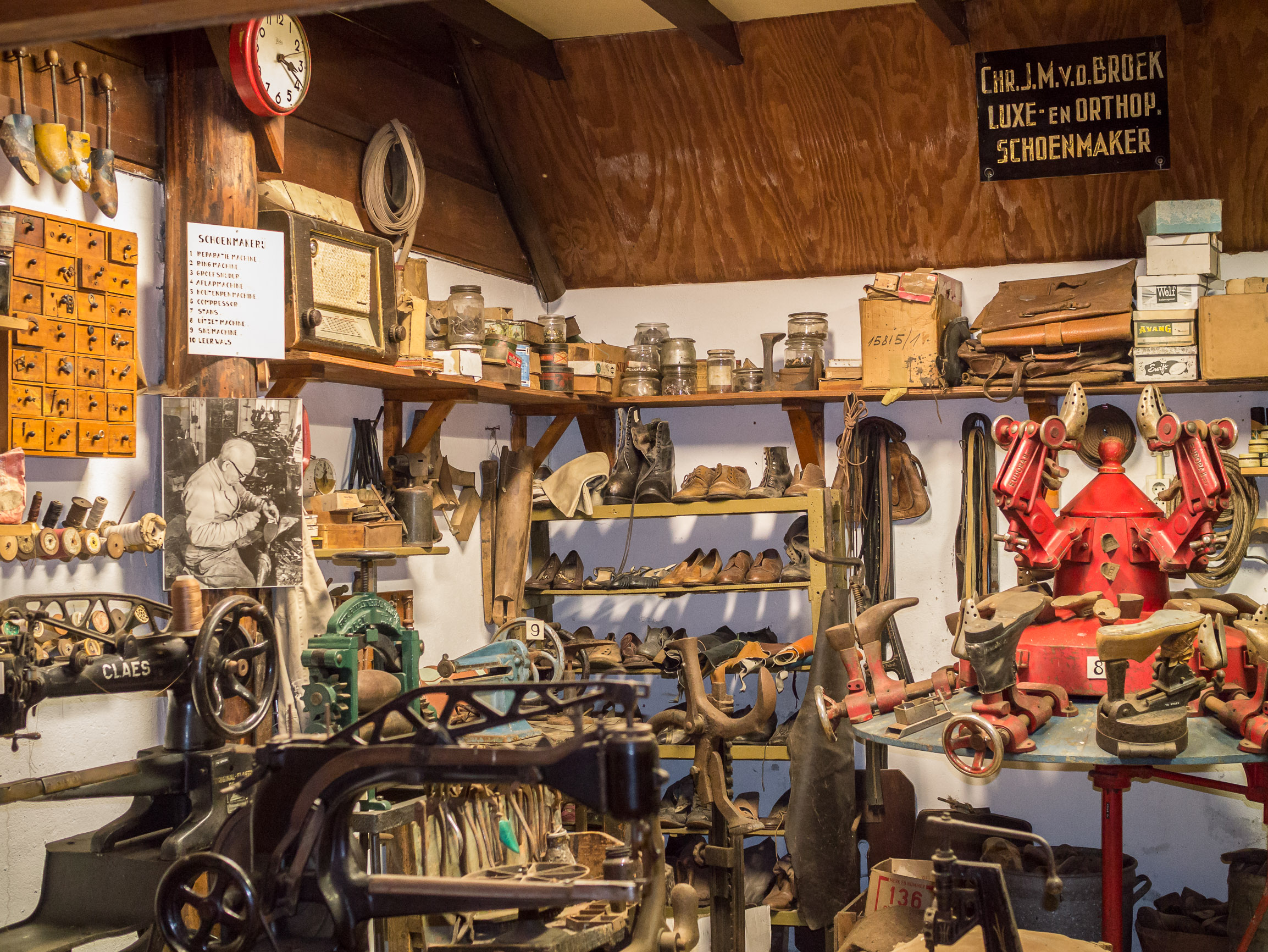
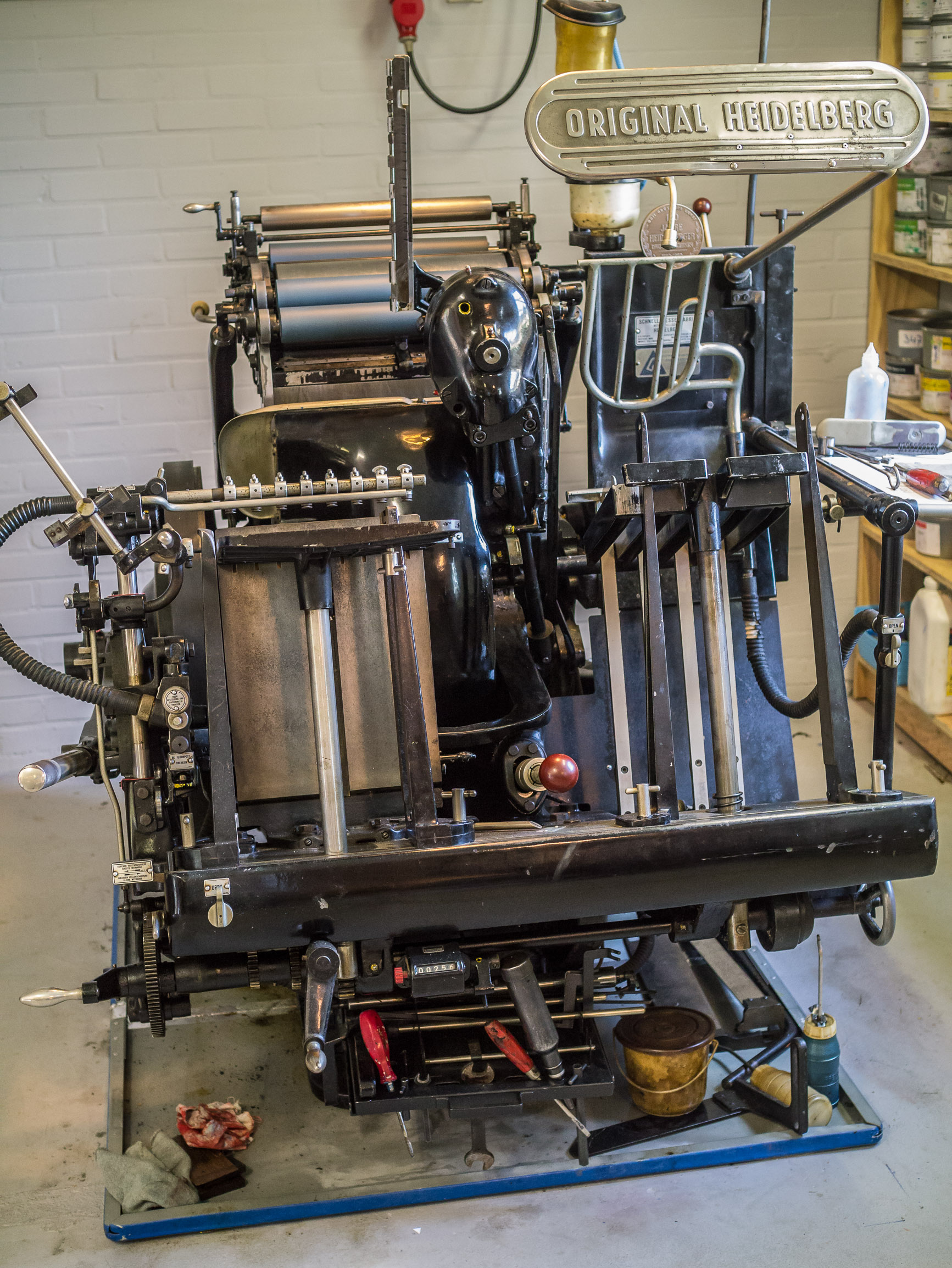
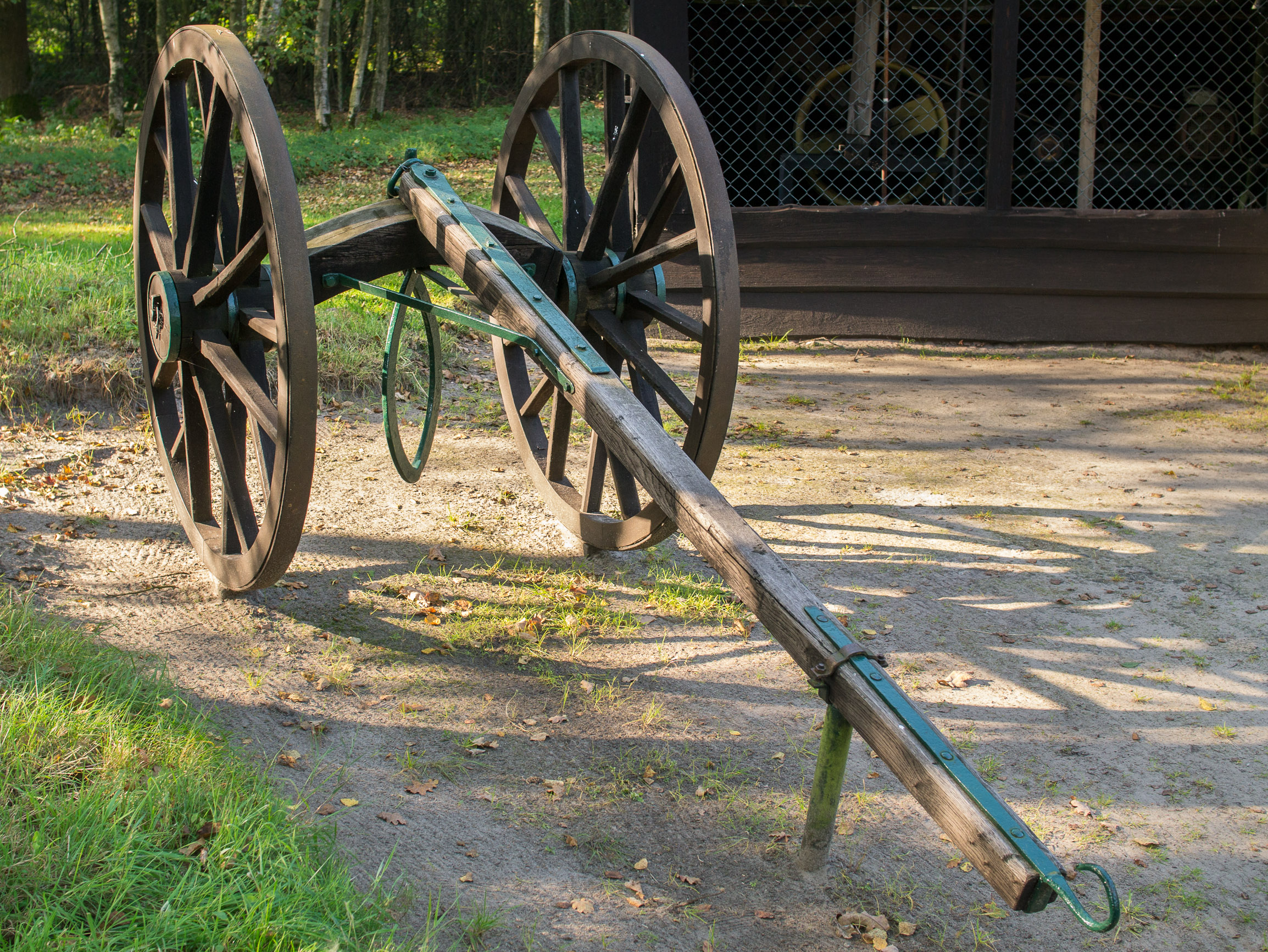
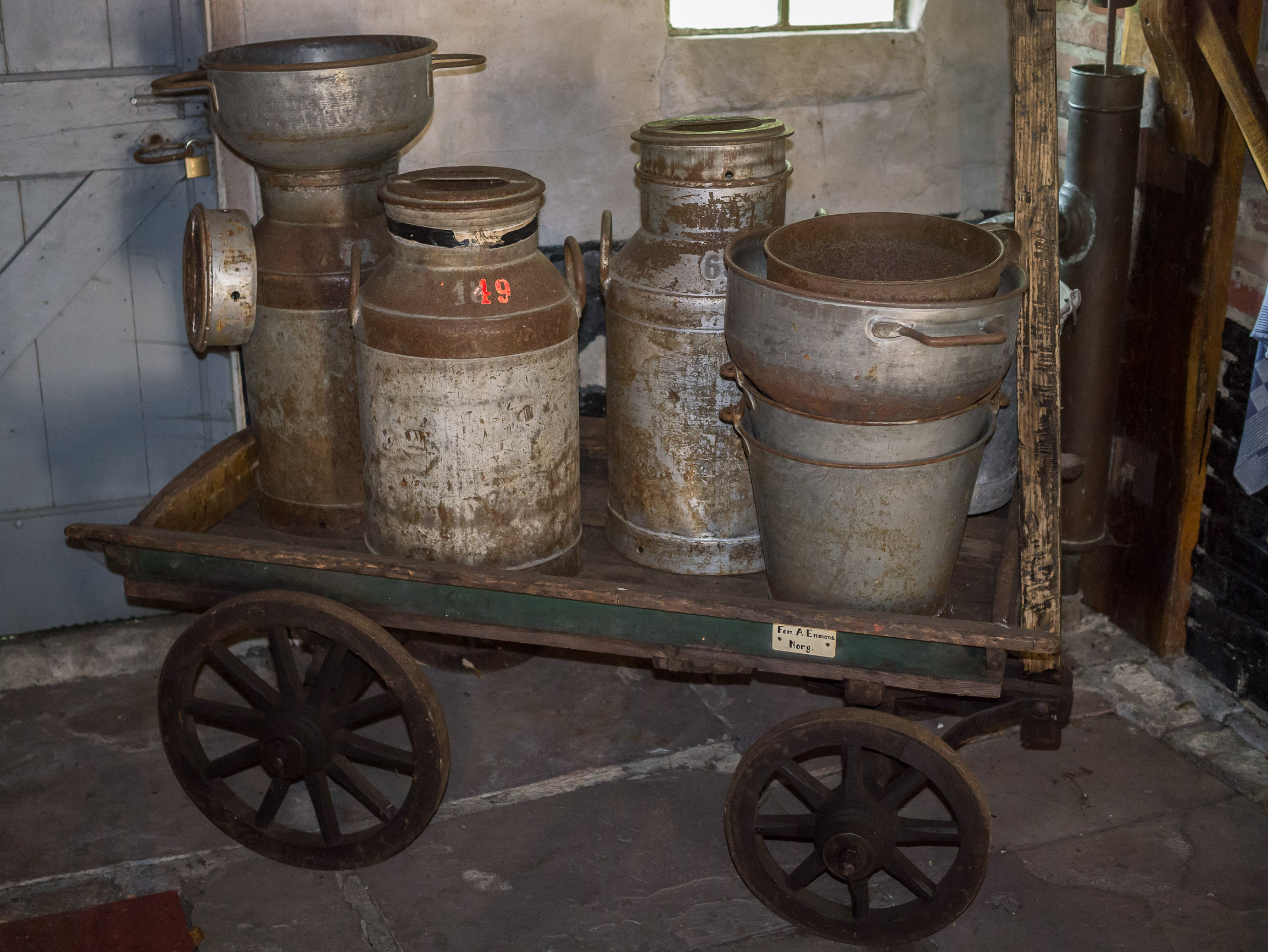